# ヒラタヘビクビガメ
ヒラタヘビクビガメ（平蛇首亀、学名：Platemys platycephala）は、ヘビクビガメ科ヒラタヘビクビガメ属に分類されるカメ。本種のみでヒラタヘビクビガメ属を形成する。

## 分布
- P. p. platycephala　ズアカヒラタヘビクビガメ

ガイアナ、コロンビア南部、スリナム、ブラジル北部、フランス（仏領ギアナ）、ベネズエラ東部、ボリビア北部のアマゾン川、オリノコ川水系
- P. p. melaninota　セグロヒラタヘビクビガメ

エクアドル、ペルーのアマゾン川水系上流域

## 形態
甲長18cm。背甲は非常に扁平で、上から見ると細長い楕円形。属名Platemysは「平たいカメ」の意で、和名と同義。第1椎甲板は第2椎甲板と同じ横幅かもしくは第1椎甲板が幅広い。また第1椎甲板後部から第5椎甲板前部にかけて明瞭な凹みがある。左右の喉甲板の間にある甲板（間喉甲板）は小型で、左右の肩甲板は接する。
頭部は小型で扁平。種小名platycephalaは「平たい頭の」の意。和名はヘビクビガメだが、頸部は短い。後肢の爪のある趾は5本。
幼体は後部縁甲板の外縁が弱く鋸状に尖るが、成長に伴い滑らかになる。
- P. p. platycephala　ズアカヒラタヘビクビガメ

頭部が明色で、褐色の背甲に黒く太い横帯状の斑紋が入る。
- P. p. melaninota　セグロヒラタヘビクビガメ

全身の色彩が暗色。

## 分類
色彩以外に亜種の判別点がないことや、中間的な個体が見かけられることから亜種の有効性を疑う説もある。
- Platemys platycephala platycephala　(Schneider, 1792)　ズアカヒラタヘビクビガメ
- Platemys platycephala melaninota　Ernst, 1983　セグロヒラタヘビクビガメ

## 生態
熱帯雨林内の流れの緩やかな河川、池沼、水たまりなどに生息し、水深の浅い止水域を好む。水棲傾向が強いヘビクビガメ科でも例外的に泳ぎは上手くなく、水面に浮かんでいることが多い。
食性は動物食傾向の強い雑食で、魚類、両生類、昆虫、甲殻類、貝類、水草などを食べる。
繁殖形態は卵生。1回に卵を1個だけ産むとされる。

## 人間との関係
ペットとして飼育されることもあり、日本にも輸入されている。アクアリウムやアクアテラリウムで飼育される。泳ぎが上手くないため、水深は浅くする。